# 継桜王子
継桜王子（つぎざくらおうじ、次桜王子・続桜王子とも）は、和歌山県田辺市中辺路町にある神社。熊野九十九王子社のひとつ。国の史跡「熊野参詣道」（2000年〈平成12年〉11月2日指定）および名勝「南方曼荼羅の風景地（2015年〈平成27年10月7日指定）の一部。

## 歴史

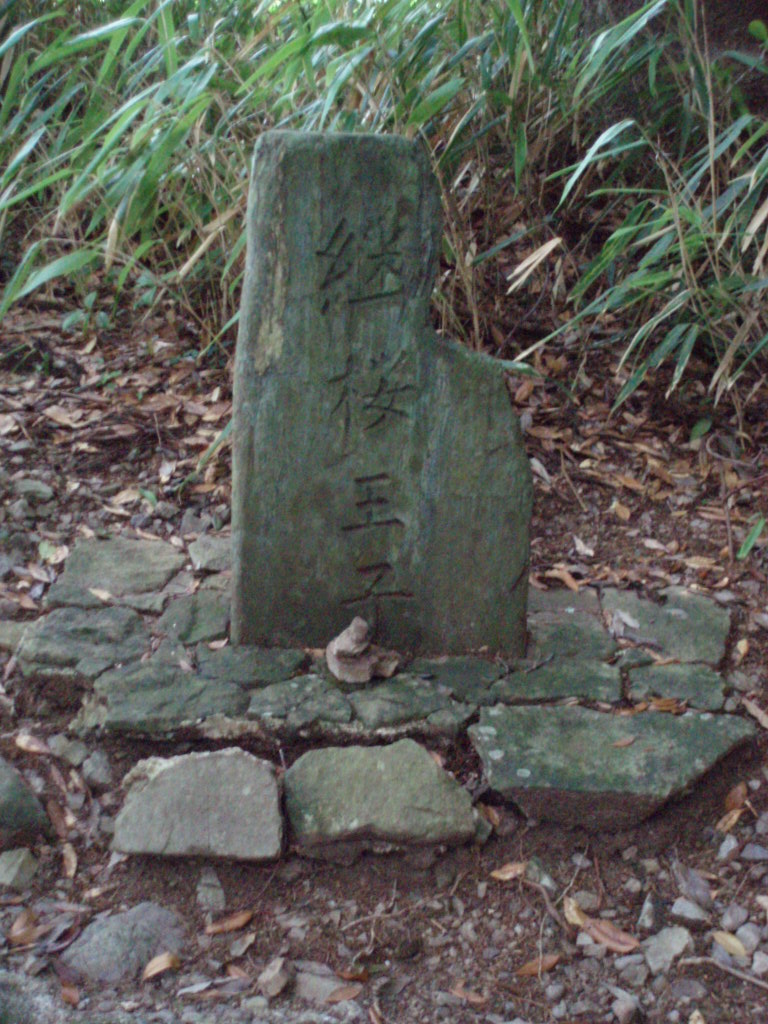
継桜王子碑。緑泥片岩の碑。

比曽原王子から曲がりくねった国道をたどると、旧道と新道の分岐に出る。下方の国道への坂を背に、上方の旧道を進み、道沿い左側に大きな森と鳥居が見えてくる。ここが継桜王子である。
『中右記』天仁2年（1109年）10月24日条に「続桜」の名で、根元が檜で上部が桜という稀有な木の報告があり、次いで、「熊野道之間愚記」（『明月記』所収）建仁元年（1201年）10月13日条には「継桜」の文字が見えるように王子社が成立しており、以後も『熊野縁起』（正中元年〈1326年〉、仁和寺蔵）に「続桜」、『九十九王子記』（文明5年〈1474年〉）には「次桜」の名で知られていたことが分かる。

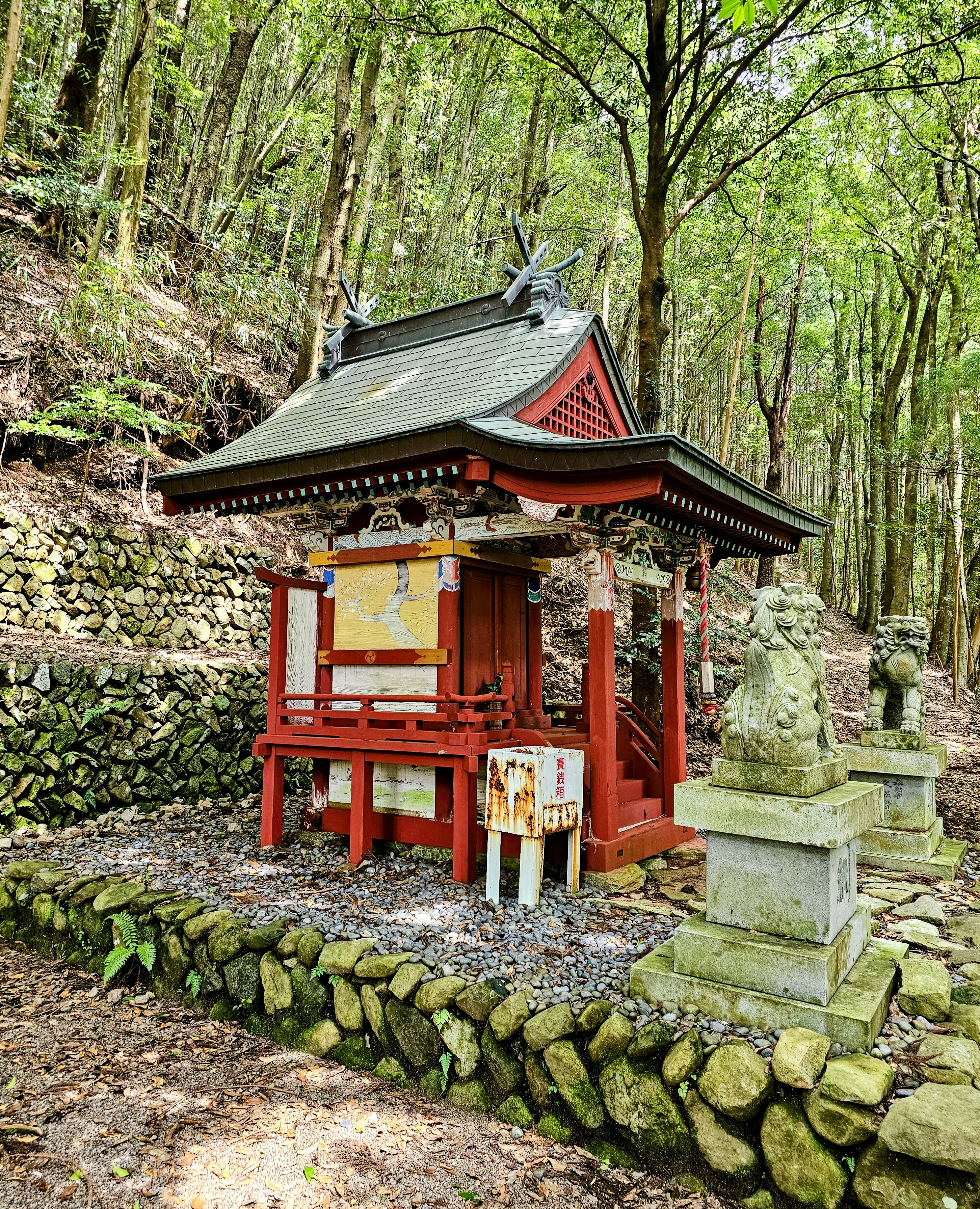
社殿

『中右記』などの記述によれば往時の継桜王子は現所在地よりも東側にあったとみられ、天正元年（1573年）付の「野中村若一王子権現社蔵文書」のように近世に現所在地に遷座させられたとする史料も見受けられる。江戸時代には若一王子権現と呼ばれて野中集落の氏神になり、『紀伊続風土記』が伝えるところによれば、境内は周98間、拝殿（祭神不詳、木製神体あり）の他に見明之明神社・金毘羅・秋葉社があったという。明治時代に入って村社に列格されたが、1909年（明治42年）に近野神社に合祀。高台の上の社殿はそのまま残されて祀りつづけられたが、戦後の1950年（昭和25年）になって御神体が取り戻されて旧状に復した。

## 民俗と自然
継桜は早い時期から注目を集めており、前述の通り12世紀の参詣記である『中右記』に登場し、のちに王子社が成立した際に継桜の奇瑞にちなんで王子が命名されたものと考えられている。継桜は、何度かの代替わりを経ている。17世紀末から18世紀初めにかけて編纂された地誌『紀南郷導記』は、王子の正面にあった古木が枯れた後、紀州藩主徳川頼宣の命により山桜に植え替えられ、さらに1889年（明治22年）の大水害の際に再び倒れたため、王子から東側のやや離れたところに植えなおされたのが現在の継桜である。

### 継桜と秀衡伝説
継桜には秀衡桜ともよばれ、藤原秀衡にちなむ次のような伝説が伝えられている。奥州藤原氏の藤原秀衡が熊野に詣でた際、山中で夫人が産気づき男児を出産した。乳児を連れて参詣を続けるわけには行かず、熊野権現の夢のお告げを頼りに立願し、滝尻王子の裏手にある窟に赤子を残して参詣の旅を続けた。しかし、野中のあたりに差し掛かったとき、やはり我が子のことが気になり、それまでついてきた桜の枝の杖を地面に突き刺し、置いてきた赤子が無事ならこの桜も育つだろう、それが叶わなければこの桜も枯れるだろうと祈り、旅を続けた。帰路、ふたたび野中に着くと桜は育っており、喜んだ夫妻は道を急いだ。赤子は山の狼たちに護られて無事に育っていた。この子が後の和泉三朗忠衡である。
上述の『紀南郷導記』が伝えている秀衡と継桜にまつわる伝説は以上のようなものだが、地元の野中では若干の異同がある話を伝えている。野中での語り伝えによれば 第1に、野中での語り伝えでは、秀衡が野中の地に突き刺したのは杖ではなく、近くにあった桜の木の枝である。第2に、秀衡が赤子を残した岩屋は乳岩と呼ばれる岩屋で、赤子は岩からしたたりおちる乳を飲んで命をつないだとされるが、『紀南郷導記』にはこの奇譚は見られない。また第3に、我が子を護った熊野権現の奇跡に感謝を表すために七堂伽藍を建立し、経典や武具を堂中に奉じたとするくだりは語られていない。『吾妻鏡』に陸奥国に新熊野社を勧請したとする記事があることから、秀衡が熊野を信仰していたことは確かだと見られるが、熊野に参詣した史実は確認されていない。
どちらであるにせよ、桜の接木はほとんど不可能であることから、戦前の植物学者・郷土史家の宇野縫蔵は、継桜の起源を、檜の古木が枯れて空洞化したところに桜が根付いたのだろうと考定している。こうしたことからすると、檜の台木に桜が継がれるという継桜の奇跡がまず先行し、次いで王子が設けられたり、熊野詣の功徳を説くために秀衡伝説が付会されるなどしたものであろう。

### 一方杉と南方熊楠
この王子を特徴付けるものにはもうひとつ、社地を囲む鎮守の森の巨木群があり、集落の名をとって野中の一方杉（のなかのいっぽうすぎ）と呼ばれる。これら巨木のなかには樹齢800年以上ともいわれ、直径が2～3mを越えるものも9本を数える。日照や地形の関係のため、どの木もみな一様に南東方向の那智山の方角にのみ枝を伸ばしていることから一方杉の名がついている。
この一方杉の森が今日に残るのは、多能の異才として知られた南方熊楠の働きによるところが大きい。熊楠は欧米遊学の後、田辺に居を構えると、1度の上京を除いて熊野を出ることなく生涯をすごした。熊楠にとって、熊野の山野は、同じ和歌山でも和歌山市などと異なる辺境の地であり、半熱帯と温帯の交錯する貴重な自然の残された土地であった。熊楠はこの地の自然に大きな関心を寄せ、粘菌をはじめとする植物の採集など、博物学上の大きな成果を残すと同時に、民俗にも目を向けていた。
1906年（明治39年）に神社合祀令が発されると、各地で小社の合祀廃絶が相次いだが、それは当時近野村においても例外ではなかった。加えて、熊楠が報告するところによれば、地元の有力者や一部の官吏が合祀令を悪用し、私利のために神社の土地や神社林の木々を売り払おうとする動きが見られた。熊楠はこの動きに抗議し、当時の東京帝国大学農学部教授であった白井光太郎らとともに、神社林の伐採を阻止すべく運動を行った。
1911年（明治44年）12月、継桜王子の神社林にも伐採がついに及んだが、かろうじて中心部の杉だけは救われたのである。しかし、これは幸運な例に属する。熊楠の奮闘も熊野全域に及ぶ神社合祀の流れを押しとどめるには至らず、南方熊楠の説得により伐採を免れた神社林も、この野中の一方杉の他にもいくつかあることにはあるが、ほとんどの神社は廃れて、結局は神社林を伐採されて姿を消した。

## 野中の清水（名水百選）
県指定文化財の名木「野中の一方杉」のある継桜王子社の真下に位置する。古来より涸れることなく水が湧出し、旅人がのどを潤した絶好の休憩所でもあった。また、付近に住む住民の飲料水や生活用水としても古くから利用されてきた。市指定天然記念物（1971年〈昭和46年〉7月26日指定）。
- 野中の清水
- 野中の清水（西側）

## 文化財

### 国の指定文化財
- 継桜王子跡 - 国の史跡「熊野参詣道」の一部（2000年〈平成12年〉11月2日指定）[1]
- 名勝「南方曼荼羅の風景地（2015年〈平成27年10月7日指定）の一部[1]

### 和歌山県の指定文化財
- 野中の一方杉 - 県指定天然記念物（1958年〈昭和33年〉4月1日指定）[16]
- 野中の獅子舞 - 近野神社や継桜王子へ奉納される獅子舞で、約700年の歴史を持つと伝えられ、道中神楽・幣の舞・乱獅子・花かがり・うかれ獅子・剣の舞などが演じられる[7]。毎年1月2日・3日、11月3日に開催。県指定民俗文化財（1971年〈昭和46年〉3月22日指定）[17]

## 現地情報
所在地
- 和歌山県田辺市中辺路町野中591

交通アクセス
- 最寄バス停：JR紀勢本線紀伊田辺駅下車、龍神バスまたはJRバスで約1時間バス停「野中一方杉」で下車後、徒歩約10分

傍らには、松尾芭蕉の門人・服部嵐雪と齋藤茂吉の句碑・歌碑が立てられている。嵐雪は、宝永2年（1705年）に仲間とともに伊勢と熊野を詣でたあと、田辺に向かう道中に句を詠んで いる。また、茂吉は、1934年（昭和9年）に土屋文明とともに熊野を訪れ、自動車で白浜に向かう道中に、野中の清水に立ち寄り、短歌を詠んでいる。